# Saraceja
Saraceja (rum. Sărăței, ros. Сарацея) – wieś o spornej przynależności państwowej (de iure Mołdawia, de facto Naddniestrze), w rejonie Rybnica, nad Dniestrem, na historycznym Podolu.
W czasach I Rzeczypospolitej wieś leżała w województwie bracławskim w prowincji małopolskiej Korony Królestwa Polskiego. W 1789 była prywatną wsią, należącą do Lubomirskich. Odpadła od Polski w wyniku II rozbioru.

## Ludzie związani z Saraceją
- Zygmunt Miłkowski – polski pisarz, publicysta i polityk; urodzony w Saracei